# Tommy Salo
Tomas Mikael „Tommy“ Salo (* 1. Februar 1971 in Surahammar) ist ein ehemaliger schwedischer Eishockeytorwart, der in der National Hockey League für die New York Islanders, Edmonton Oilers und Colorado Avalanche aktiv war. Seit März 2009 ist er Cheftrainer des IK Oskarshamn in der zweiten schwedischen Liga, der HockeyAllsvenskan.

## Karriere
Tommy Salo wurde beim NHL Entry Draft 1993 von den New York Islanders in der fünften Runde an Position 118 ausgewählt. Salo spielte zu dem Zeitpunkt in der schwedischen Elitserien beim Västerås IK. Er ging allerdings noch nicht gleich in die NHL, sondern blieb noch ein weiteres Jahr in Schweden. Im Februar 1994 erlebte er den ersten Höhepunkt seiner Karriere, als er mit dem schwedischen Team die Goldmedaille bei den Olympischen Winterspielen gewann.
Im Sommer 1994 wechselte er zu den New York Islanders in die NHL, absolvierte in seiner ersten Saison aber nur sechs Spiele und spielte hauptsächlich beim Farmteam in der IHL bei den Denver Grizzlies. Neben dem Gewinn der Meisterschaft wurde er dort gleich mehrfach ausgezeichnet. Er bekam die James Gatschene Memorial Trophy als wertvollster Spieler der Saison und die Garry F. Longman Memorial Trophy als bester Jungprofi der Liga. Hinzu kam noch die James Norris Memorial Trophy als Torhüter mit den wenigsten Gegentoren. Die folgende Saison waren seine Einsätze in der NHL weiterhin rar und so spielte er weiter beim Farmteam, das nach Utah umgezogen war und sich nun Utah Grizzlies nannte. Erneut verlief die Saison wieder sehr positiv, denn sein Team konnte den Meistertitel verteidigen. Zum zweiten Mal bekam er die James Norris Memorial Trophy, da er wieder die wenigsten Gegentore kassiert hatte, und erhielt die Norman R. „Bud“ Poile Trophy als wertvollster Spieler der Play-offs.
Doch nun war Tommy Salos Zeit in der IHL beendet und er wurde zur Saison 1996/97 Stammtorhüter der New York Islanders in der NHL. Salo bekam damit endlich die Chance sich in der Weltspitze zu behaupten, was er auch schaffte, aber der mannschaftliche Erfolg mit den Islanders blieb aus. Kein einziges Mal konnten sie die Playoffs erreichen. Im Jahr 1998 gewann er mit dem schwedischen Team den Weltmeistertitel. Gegen Ende der Saison 1998/99 wurde er in einem Tauschgeschäft zu den Edmonton Oilers transferiert und bestritt in derselben Saison noch seine ersten vier Playoff-Spiele, die er allerdings alle verlor.
Aber der Wechsel nach Edmonton hatte eine gute Wirkung auf Tommy Salo, denn nicht nur die Mannschaft spielte erfolgreicher, sondern auch Salo brachte bessere Leistungen, so dass er zum Lohn 2000 und 2002 am NHL All-Star Game teilnehmen durfte. 2002 bestritt Salo seine dritten Olympischen Winterspiele. Im Viertelfinale musste er aber das Gegentor auf seine Kappe nehmen, dass zum Ausscheiden gegen Belarus führte. In seiner Zeit in Edmonton erreichte Salo immer, mit einer Ausnahme, die Playoffs. Kam jedoch nie über die erste Runde heraus.
Im März 2004 wurde Salo zur Colorado Avalanche transferiert, wo er für den Rest der Saison und der Playoffs der Back up-Goalie für David Aebischer war. Nach dieser Spielzeit folgte der Lockout und die Absage der NHL-Saison 2004/05. Salo hatte schon im Sommer einen Vertrag in der schwedischen Elitserien bei MODO Hockey unterschrieben, was darauf schließen lässt, dass Salo unabhängig von der Saisonabsage seine NHL-Karriere beenden wollte. Nach der Saison gingen fast alle NHL-Stars wieder zurück nach Nordamerika, denn der Spielbetrieb sollte im Oktober 2005 wieder anlaufen.
Tommy Salo entschloss sich in Schweden zu bleiben und spielte mit seinem neuen Team Frölunda HC eine sehr erfolgreiche Saison und zog bis ins Finale um die Meisterschaft ein, unterlag dort jedoch Färjestad BK. Nach einer weiteren Saison mit Frölunda beendete er im Sommer 2007 seine Karriere und unterschrieb einen Zweijahresvertrag als Trainer beim schwedischen Drittligisten Kungälvs IK. Seit März 2009 steht er beim IK Oskarshamn als Cheftrainer unter Vertrag.

## Erfolge und Auszeichnungen
- Goldmedaille bei den Olympischen Winterspielen 1994
- All-Star Team bei den Olympischen Winterspielen 1994
- Turner Cup 1995 und 1996
- James Gatschene Memorial Trophy 1995
- Garry F. Longman Memorial Trophy 1995
- James Norris Memorial Trophy 1995 und 1996
- IHL First All-Star Team 1995
- Norman R. „Bud“ Poile Trophy 1996
- Silbermedaille bei der Weltmeisterschaft 1997
- Weltmeister 1998
- Bronzemedaille bei der Weltmeisterschaft 1999
- Teilnahme am NHL All-Star Game: 2000 und 2002

## Karrierestatistik
(Legende zur Torhüterstatistik: GP oder Sp = Spiele insgesamt; W oder S = Siege; L oder N = Niederlagen; T oder U oder OT = Unentschieden oder Overtime- bzw. Shootout-Niederlage; Min. = Minuten; SOG oder SaT = Schüsse aufs Tor; GA oder GT = Gegentore; SO = Shutouts; GAA oder GTS = Gegentorschnitt; Sv% oder SVS% = Fangquote; EN = Empty Net Goal; 1 Play-downs/Relegation; Kursiv: Statistik nicht vollständig)